# 霍列沃定理
霍列沃定理是量子计算中的一个重要的限制定理，量子计算是物理学和计算机科学的一个交叉学科。它有时被称为霍列沃界限，因为它为可知的量子态信息量（可访问信息）设定了上限。该定理由Alexander Holevo于 1973 年发表。

## 定理陈述
假设爱丽丝想要通过将经典信息编码成量子态来向鲍勃发送，并且假设她可以从某个固定集合中准备一个状态{\displaystyle \{\rho _{1},...,\rho _{n}\}} ，第 i 个状态的准备概率为{\displaystyle p_{i}} 。设定{\displaystyle X}是包含爱丽丝所作状态选择的经典记录。 鲍勃的目标是从他所得到的状态的测量结果来恢复{\displaystyle X}。设定{\displaystyle Y}是包含鲍勃测量结果的经典寄存器。注意因此{\displaystyle Y}是一个随机变量，其概率分布取决于鲍勃的测量选择。
霍列沃定理根据霍列沃信息量，限制了经典寄存器 X 和 Y 之间的关联量，且与鲍勃的测量选择无关。这在实践中很有用，因为 霍列沃信息量不依赖于测量选择，因此其计算不需要对可能的测量进行优化
更确切地说，X 和 Y 之间的可访问信息被定义为在鲍勃端所有可能的测量选择上最大化的两个寄存器之间的（经典）互信息：{\displaystyle I_{\rm {acc}}(X:Y)=\sup _{\{\Pi _{i}^{B}\}_{i}}I(X:Y|\{\Pi _{i}^{B}\}_{i}),}其中，{\displaystyle I_{\rm {acc}}(X:Y)=\sup _{\{\Pi _{i}^{B}\}_{i}}I(X:Y|\{\Pi _{i}^{B}\}_{i}),}是由联合概率分布 {\displaystyle p_{ij}=p_{i}\operatorname {Tr} (\Pi _{j}^{B}\rho _{i})}给出的（经典）互信息。目前，在一般情况下，还没有已知的公式可以解析地解决可访问信息定义中的优化问题。尽管如此，我们总是有以下上限{\displaystyle I_{\rm {acc}}(X:Y)\leq \chi (\eta )\equiv S\left(\sum _{i}p_{i}\rho _{i}\right)-\sum _{i}p_{i}S(\rho _{i}),}其中，η≡{(pi,ρi)}i 是爱丽丝用于发送信息的量子态系综，而 S 则是冯诺依曼熵。这个 χ(η) 被称为霍列沃信息或 霍列沃χ 量。
注意，霍列沃信息也等于对应于集合的经典量子态的量子互信息： {\displaystyle \chi (\eta )=I\left(\sum _{i}p_{i}|i\rangle \!\langle i|\otimes \rho _{i}\right),}和{\displaystyle I(\rho _{AB})\equiv S(\rho _{A})+S(\rho _{B})-S(\rho _{AB})}二分态的量子互信息{\displaystyle \rho _{AB}} 。因此，霍列沃定理可以简洁地概括为经典量子态的量子互信息中可访问信息的界限。

## 证明
考虑描述整个通信过程的复合系统，其中涉及爱丽丝的经典输入{\displaystyle X} ，量子系统{\displaystyle Q}以及 鲍勃的经典作品{\displaystyle Y} 。经典输入{\displaystyle X}可以写成一个关于一些正交基{\displaystyle \{|x\rangle \}_{x=1}^{n}}的经典寄存器 。通过这种方式书写 X，状态{\displaystyle \rho ^{X}:=\sum \nolimits _{x=1}^{n}p_{x}|x\rangle \langle x|} 的冯诺依曼熵 S(X) 对应于概率分布 {px}x=1n 的香农熵 H(X)：
{\displaystyle S(X)=-\operatorname {tr} \left(\rho ^{X}\log \rho ^{X}\right)=-\operatorname {tr} \left(\sum _{x=1}^{n}p_{x}\log p_{x}|x\rangle \langle x|\right)=-\sum _{x=1}^{n}p_{x}\log p_{x}=H(X).}
系统的初始状态，即爱丽丝以概率 px 制备状态 ρx，描述如下：
{\displaystyle \rho ^{XQ}:=\sum _{x=1}^{n}p_{x}|x\rangle \langle x|\otimes \rho _{x}.}
随后，爱丽丝 将量子态发送给 Bob。由于 鲍勃只能访问量子系统{\displaystyle Q}但不是输入{\displaystyle X} ，他得到了一种混合状态的形式{\displaystyle \rho :=\operatorname {tr} _{X}\left(\rho ^{XQ}\right)=\sum \nolimits _{x=1}^{n}p_{x}\rho _{x}} 。 鲍勃根据POVM元素测量此状态{\displaystyle \{E_{y}\}_{y=1}^{m}} ，以及概率{\displaystyle \{q_{y}\}_{y=1}^{m}}衡量结果{\displaystyle y=1,2,\dots ,m}形成经典输出{\displaystyle Y} 。这个测量过程可以描述为一个量子仪器
{\displaystyle {\mathcal {E}}^{Q}(\rho _{x})=\sum _{y=1}^{m}q_{y|x}\rho _{y|x}\otimes |y\rangle \langle y|,}
其中，{\displaystyle q_{y|x}=\operatorname {tr} \left(E_{y}\rho _{x}\right)} 是给定状态 ρx 时，得到结果 y 的概率；而 {\displaystyle \rho _{y|x}=W{\sqrt {E_{y}}}\rho _{x}{\sqrt {E_{y}}}W^{\dagger }/q_{y|x}} 则是某个酉矩阵 W 作用下的归一化测量后状态。那么，测量过程后整个系统的状态为：
{\displaystyle \rho ^{XQ'Y}:=\left[{\mathcal {I}}^{X}\otimes {\mathcal {E}}^{Q}\right]\!\left(\rho ^{XQ}\right)=\sum _{x=1}^{n}\sum _{y=1}^{m}p_{x}q_{y|x}|x\rangle \langle x|\otimes \rho _{y|x}\otimes |y\rangle \langle y|.}
这里{\displaystyle {\mathcal {I}}^{X}}是系统上的身份通道{\displaystyle X} 。自从{\displaystyle {\mathcal {E}}^{Q}}是量子信道，且量子互信息在完全正迹保持映射下是单调的，  {\displaystyle S(X:Q'Y)\leq S(X:Q)} 。此外，由于部分追踪{\displaystyle Q'}也是完全正向的，并且保留痕迹， {\displaystyle S(X:Y)\leq S(X:Q'Y)} 。这两个不等式给出
{\displaystyle S(X:Y)\leq S(X:Q).}
在左侧，感兴趣的数量仅取决于
{\displaystyle \rho ^{XY}:=\operatorname {tr} _{Q'}\left(\rho ^{XQ'Y}\right)=\sum _{x=1}^{n}\sum _{y=1}^{m}p_{x}q_{y|x}|x\rangle \langle x|\otimes |y\rangle \langle y|=\sum _{x=1}^{n}\sum _{y=1}^{m}p_{x,y}|x,y\rangle \langle x,y|,}
其联合概率为 {\displaystyle p_{x,y}=p_{x}q_{y|x}}。显然，{\displaystyle \rho ^{XY}}和 {\displaystyle \rho ^{Y}:=\operatorname {tr} _{X}(\rho ^{XY})} 采取与{\displaystyle \rho ^{X}} 相同的形式，都描述了经典寄存器。因此，
{\displaystyle S(X:Y)=S(X)+S(Y)-S(XY)=H(X)+H(Y)-H(XY)=I(X:Y).}
同时， {\displaystyle S(X:Q)}取决于术语
{\displaystyle \log \rho ^{XQ}=\log \left(\sum _{x=1}^{n}p_{x}|x\rangle \langle x|\otimes \rho _{x}\right)=\sum _{x=1}^{n}|x\rangle \langle x|\otimes \log \left(p_{x}\rho _{x}\right)=\sum _{x=1}^{n}\log p_{x}|x\rangle \langle x|\otimes I^{Q}+\sum _{x=1}^{n}|x\rangle \langle x|\otimes \log \rho _{x},}
其中{\displaystyle I^{Q}}是量子系统上的身份运算符{\displaystyle Q} 。那么右边是
{\displaystyle {\begin{aligned}S(X:Q)&=S(X)+S(Q)-S(XQ)\\&=S(X)+S(\rho )+\operatorname {tr} \left(\rho ^{XQ}\log \rho ^{XQ}\right)\\&=S(X)+S(\rho )+\operatorname {tr} \left(\sum _{x=1}^{n}p_{x}\log p_{x}|x\rangle \langle x|\otimes \rho _{x}\right)+\operatorname {tr} \left(\sum _{x=1}^{n}p_{x}|x\rangle \langle x|\otimes \rho _{x}\log \rho _{x}\right)\\&=S(X)+S(\rho )+\underbrace {\operatorname {tr} \left(\sum _{x=1}^{n}p_{x}\log p_{x}|x\rangle \langle x|\right)} _{-S(X)}+\operatorname {tr} \left(\sum _{x=1}^{n}p_{x}\rho _{x}\log \rho _{x}\right)\\&=S(\rho )+\sum _{x=1}^{n}p_{x}\underbrace {\operatorname {tr} \left(\rho _{x}\log \rho _{x}\right)} _{-S(\rho _{x})}\\&=S(\rho )-\sum _{x=1}^{n}p_{x}S(\rho _{x}),\end{aligned}}}
证毕。

## 评论和备注
本质上，霍列沃边界证明，给定n 个量子比特，虽然它们可以“携带”更大量的（经典）信息（得益于量子叠加），但可以检索（即访问）的经典信息量最多只能为n 个经典（非量子编码）比特。理论和实验都已证实，在某些计算中，量子比特在计算过程中携带的信息比经典计算中携带的信息要多。 

## 进一步阅读
- Holevo, Alexander S. . Problems of Information Transmission. 1973, 9: 177–183.
- Nielsen, Michael A.; Chuang, Isaac L. . Cambridge, UK: Cambridge University Press. 2000. ISBN 978-0-521-63235-5. OCLC 43641333.  (see page 531, subsection 12.1.1 - equation (12.6) )
- Wilde, Mark M. . arXiv:1106.1445v2  [quant-ph].. See in particular Section 11.6 and following. Holevo's theorem is presented as exercise 11.9.1 on page 288.